# Astavakra sexmucronata
Astavakra sexmucronata là một loài nhện trong họ Uloboridae. Chúng được Eugène Simon miêu tả năm 1893, thường xuất hiện ở Philippines.